# 埃爾鎮區 (愛荷華州漢考克縣)
埃爾鎮區（英語：Ell Township）是位於美國愛荷華州漢考克縣的一個行政鎮區。

## 地方資料
根據2010年美國人口普查的數據，埃爾鎮區的面積為94.25平方千米，當中陸地面積為94.25平方千米，而水域面積為0.00平方千米。當地共有人口870人，而人口密度為每平方千米9.23人。